# Juan José Codallos
Juan José Codallos Núñez (??? - Pátzcuaro, México; 15 de julio de 1831 fue un militar venezolano-mexicano que participó en la Independencia de México. 

## Semblanza biográfica
Nació en Trinidad de Barlovento, Venezuela, siendo hijo de Felipe de María Codallos y Andrea de Ponce, así como hermano de Felipe Codallos. Luchó bajo órdenes del general Simón Bolívar, se ignora cómo y por qué llegó a México. A raíz de la Independencia llegó a Michoacán como jefe militar. Cuando se unió al Ejército Trigarante fue ascendido a coronel.
A fines de 1829, al proclamar el general Anastasio Bustamante el Plan de Jalapa y ser derrocado Vicente Guerrero como presidente, el general Codallos, federalista entusiasta, salió de Morelia con sus tropas rumbo al sur y en 1830 se proclamó contra el gobierno centralista. El Plan de Codallos, al cual se adhirieron varios jefes militares, fue firmado en la fortaleza de Santiago o Cerro de Barrabás, en las cercanías de Huetamo. Combatió en sus cercanías hasta que a finales del mismo año fue hecho prisionero por el general José Esteban Moctezuma durante la guerra entre federalistas y centralistas el 25 de mayo de 1831 en la hacienda de San Rafael, Cuitzeo. Fue enjuiciado y sentenciado a muerte. Su esposa fue Dolores Domínguez, quien había muerto el 28 de abril de 1830 al dar a luz a su hijo Juan José. Ante esta situación, su suegra, Josefa García Montero, solicitó la conmutación de la pena de muerte, pero de cualquier forma, la sentencia se llevó a cabo el 15 de julio de 1831 en Pátzcuaro por órdenes del coronel Antonio Villaurrutia.